# Amelinghausen
Amelinghausen est une municipalité allemande du land de Basse-Saxe en l'Arrondissement de Lunebourg.

## Source
- (de) Cet article est partiellement ou en totalité issu de l’article de Wikipédia en allemand intitulé « Amelinghausen » (voir la liste des auteurs).